# Neptuno (A-20)
El Neptuno (A-20) es un buque nodriza de submarinos, un buque de salvamento y rescate, un buque de apoyo a buceo para el apoyo a submarinistas y al rescate submarino, aún en servicio, de la Armada Española, que fue adquirido en 1989 junto a su gemelo, el remolcador Amatista, actual buque auxiliar Mar Caribe, y adaptado en los años siguientes.

## Historial
Este buque, en principio se construyó en Gijón como el remolcador de altura Amapola con la misión de remolcar y aprovisionar plataformas petrolíferas de empresas civiles del sector.
El 14 de diciembre de 1988 se incorpora a la Armada tomando el nombre inicial de B.S.S Mar Rojo (A-102). Una vez finalizadas las obras de transformación y tras su entrada en servicio, esta unidad cambia su denominación por la de Buque de Salvamento y Rescate Neptuno (A-20) en 1999, dicho cambio obedeció al motivo de dar continuidad a la tradición de bautizar con nombres mitológicos de dioses del mar cuando relevó al anterior buque de apoyo a submarinistas, el Poseidón.
El 19 de febrero de 1998 participó en la operación de rescate de los restos del avión Harrier AV-8B estrellado en la costa de Mazarrón, donde murió un alférez de navío, operación que duró 3 semanas y en la que se consiguió rescatar parte del fuselaje de dicha aeronave.
El 15 de octubre de 2006, el príncipe de Asturias, presenció desde este buque el simulacro de rescate de la dotación de un submarino en el transcurso de las maniobras Cartago 2006.
En enero de 2008, participó en la operación de recuperación de alijos de droga que transportaba el pesquero Ginés y Pedro, que había naufragado cerca de Mazarrón. Se recuperaron más de cincuenta fardos de unos 37 kg cada uno con hachís. En febrero de 2008, localizó los restos del naufragio del Carmina I en la zona de Alicante.
En agosto de 2008, fue designado por el ministerio de defensa y la armada como el primer buque español especialmente destinado a la detección y rescate de tesoros sumergidos, tras el acuerdo al que llegaron el 9 de julio las ministras de Cultura y de Defensa, Ángeles González Sinde y Carme Chacón, para la cesión por parte de la Armada Española de buques y buceadores, para la localización y protección del patrimonio sumergido.
Entre el 16 y el 19 de octubre de 2012, junto al cazaminas Duero, el patrullero Tarifa, los buques del SASEMAR Clara Campoamor y Mimosa, participó en aguas de Cartagena en el ejercicio Cartago 2012, en el que se pusieron en práctica medios y procedimientos para salvamento y rescate de submarinos, en el cual, representó el papel de submarino accidentado el submarino Galerna. Estas maniobras, con el apelativo Cartago 2013, se repitieron al año siguiente entre el 21 y el 25 de octubre, con la participación además del Neptuno, del submarino Galerna, el cazaminas Segura y el patrullero Cazadora, además de los buques del SASEMAR Clara Campoamor, Salvamar Mimosa.
A finales de junio de 2018 rescató el cuerpo sin vida del piloto de una avioneta de extinción de incendios, así como los restos de la aeronave, que se había estrellado en el mar el 12 de junio, a dos millas de la costa de Pollensa.
En el mes de agosto de 2019 participó como principal buque en el salvamento del avión de entrenamiento C-101 accidentado en la Manga del Mar Menor, en el que perdió la vida el comandante Marín, piloto de la Patrulla Águila. Además, fue centro de coordinación y mando durante los trabajos de reflotamiento del Cazaminas Túria que, durante las tareas de localización del avión, encalló accidentalmente en una zona de piedras cercanas a la playa.

## Cometidos principales
- Apoyo al salvamento y rescate de submarinos hundidos, con intervención humana y auxilio de su vehículo no tripulado.
- Localización y rescate de objetos sumergidos.
- Exploración e intervención subacuática.
- Apoyo a la caza de minas.
- Escuela de buzos y buceadores.

## Futuro
Se espera que en unos años sea sustituido por el Poseidón (A-21) un Buque de Acción Marítima (BAM) modificado a tal efecto.